# Jahrtausendwende
Jahrtausendwende (auch Jahrtausendwechsel oder Millenniumswechsel) bezeichnet allgemein den Wechsel einer Zeitrechnung zu einem neuen Jahrtausend.

## Das Jahrtausendwende-Problem
Die meisten Menschen feierten als letzte Jahrtausendwende die Silvesternacht vom 31. Dezember 1999 auf den 1. Januar 2000. Nach dem weltweit meistgebrauchten proleptischen Gregorianischen Kalender vollendete der Beginn des Neujahrtages 2000 erst das 1999ste Jahr seit Beginn der christlichen Zeitrechnung, die kein Jahr null enthält, sondern mit dem Jahr 1 beginnt.
Demnach begannen das erste Jahrtausend am 1. Januar 1, das zweite am 1. Januar 1001 und das dritte am 1. Januar 2001, so dass das zweite tatsächlich erst ein Jahr nach den großen Feierlichkeiten am 31. Dezember 2000 endete.

## Millennium 999/1000 beziehungsweise 1000/1001
Der Jahreswechsel 999/1000 wie auch der Jahreswechsel 1000/1001 spielte für die Menschen Silvester 999 wie auch Silvester 1000 wohl kaum eine Rolle, da der Großteil der Bevölkerung vermutlich nichts von einem Millenniumswechsel wusste. Und so sind die oft zitierten Schrecken des Jahres 1000 eine romantische Legende. Dem deutschen König und Kaiser Otto III. (HRR) wird bescheinigt, aus all seinen politischen Plänen im Sommer und Herbst 999 spreche nicht Angst vor dem Abschied des alten Jahrtausends, sondern Unternehmungsgeist für das neue.

## Millenniumsfeierlichkeiten 1999/2000

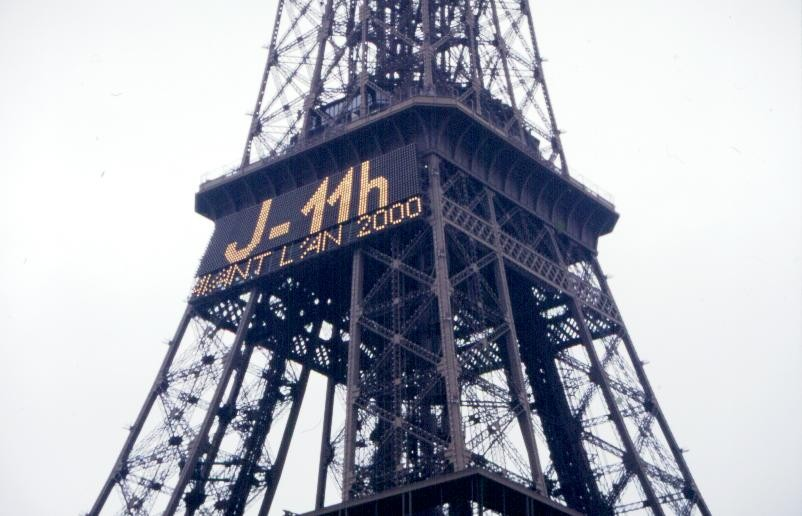
11 Stunden bis zum Jahr 2000 am Eiffelturm in Paris

Wenngleich, wie oben beschrieben, (kalendarisch-)rechnerisch falsch, so wurde und wird dennoch meist im Hinblick auf die nunmehr auftauchende „2“ am Anfang der Jahreszahl dies mit dem Begriff Jahrtausendwechsel emotional gleichgesetzt und dieser für den Jahreswechsel 1999/2000 verwendet.
Das war der Grund dafür, warum bereits in der Silvesternacht vom 31. Dezember 1999 auf den 1. Januar 2000 in aller Welt der Anbruch des neuen Jahrtausends mit zahlreichen eindrucksvollen Veranstaltungen gefeiert wurde. Der Begriff Millennium wurde von der Gesellschaft für deutsche Sprache als Wort des Jahres 1999 ausgezeichnet. Der Volksglaube misst solchen Ereignissen hohe Symbolkraft zu und belegt sie mit zahlreichen Hoffnungen und Ängsten. So wurden anlässlich dieser Gelegenheit von einigen Menschen Weltuntergangsängste geäußert.
In Staffelstein, dem Geburtsort von Adam Ries, wurde der Jahrtausendwechsel mathematisch korrekt erst im Folgejahr gewürdigt.
In Regensburg wurde der Abschluss der offiziellen Millenniumsfeierlichkeiten des Freistaates Bayern im Juli 2000 mit einem dreitägigen Fest der Bayern begangen, an dem eine halbe Million Menschen teilnahm.

## Das Jahr-2000-Problem
Auch berechtigte Chaosbefürchtungen spielten 1999/2000 eine große Rolle, da Komplikationen mit Datumsumstellungen in Computersystemen nicht ausgeschlossen werden konnten, falls Programmierer wichtiger Systeme nur eine zweistellige Tagesdatumsangabe vorgesehen hätten, wie das in den speichersparsamen Zeiten der frühen Programmierung durchaus üblich war (Millennium-Bug). Ein befürchteter Zusammenbruch weltweiter Computernetze blieb aber aus.